# Ancorinidae
Ancorinidae is een familie van sponsdieren uit de klasse van de Demospongiae (gewone sponzen). 

## Geslachten
- Ancorina Schmidt, 1862
- Asteropus Sollas, 1888
- Chelotropella Lendenfeld, 1907
- Cryptosyringa Vacelet, 1979
- Dercitus Gray, 1867
- Disyringa Sollas, 1888
- Ecionemia Bowerbank, 1862
- Holoxea Topsent, 1892
- Jaspis Gray, 1867
- Psammastra Sollas, 1886
- Rhabdastrella Thiele, 1903
- Stelletta Schmidt, 1862
- Stellettinopsis Carter, 1879
- Stryphnus Sollas, 1886
- Tethyopsis Stewart, 1870
- Tribrachium Weltner, 1882